# Alexander Hamilton Stephens
Alexander Hamilton Stephens (anglès: Alexander H. Stephens)  (comtat de Taliaferro, 11 de febrer de 1812 - Atlanta, 4 de març de 1883) fou un polític sudista, primer i únic vicepresident dels Estats Confederats d'Amèrica.
De naturalesa malaltissa, fou congressista a Geòrgia (1837-1842), senador a Geòrgia (1842-1843) i senador federal (1843-1859).
Des d'allí defensà l'extensió de l'esclavatge, però s'oposà primer a la Guerra amb Mèxic, i més tard a la secessió.
Nogensmenys, quan Geòrgia s'uní a la Confederació, s'hi va sumar i fou elegit vicepresident confederat.
Durant la guerra s'oposà a l'adopció per Jefferson Davis de poders especials que restessin independència als estats.
Després de la guerra, el 1865-1866 fou confinat, i fou novament congressista per Geòrgia el 1873-1882 i governador de Geòrgia el 1882-1883. Va compondre Constitutional View of the Late War Between the States (1868-1870).

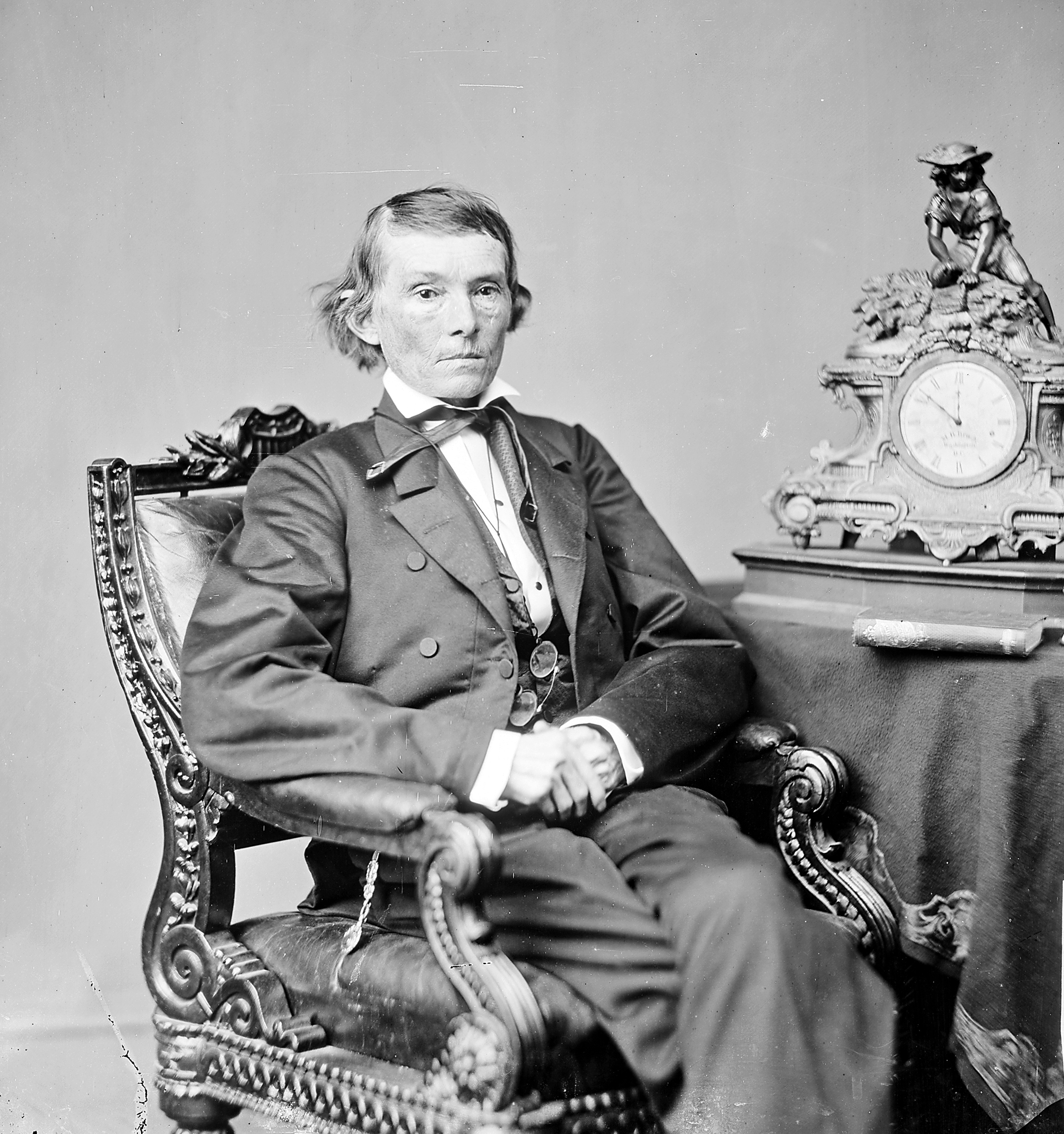
Alexander Stephens

## Biografia
Stephens va néixer en una granja prop de Crawfordville, Taliaferro County, Geòrgia, a Andrew B. Grier i Margaret Stephens. Va créixer en la pobresa i es va poder pagar l'escolarització per la generositat de benefactors diversos, un dels quals era el pastor presbiterià Alexander Hamilton Webster. Per respecte al seu mentor, Stephens va adoptar el segon nom de Webster, Hamilton, com el seu. Stephens, va assistir a l'Escola Franklin (més tard a la Universitat de Geòrgia), a Atenes, on va ser company de cambra amb Crawford W. Long i un membre de l'associació Phi Kappa de la Societat Literària. Es va graduar com un dels millors de la seva classe el 1832.
Després d'un parell d'infeliços anys com a educador, va seguir amb els estudis de dret, es gradua el 1834, i va començar una reeixida carrera com a advocat a Crawfordville. Durant els seus 32 anys de pràctica, es va guanyar una gran reputació com un defensor dels injustament acusats. Cap dels seus clients acusats de delictes cabdals van ser executats. Un cas notable va ser el d'una esclava negra acusada d'intent d'assassinat. Stephens es va oferir a defensar-la. A pesar de les proves circumstancials presentada en la seva contra, Stephens va convèncer el jurat per a absoldre a la dona, i així li va salvar la vida.
Stephens es passa tota la vida malalt, pesava només 96 lliures. Encara que la seva veu era descrita com a estrident i desagradable, al començament de la  Guerra Civil, un diari del nord, el va descriure com «l'home més fort del Sud» a causa de la seva intel·ligència, judici i eloqüència. La seva generositat era llegendària, la seva casa, fins i tot quan era governador de Geòrgia, era sempre oberta als viatgers o vagabunds, i ell personalment va finançar l'escola de més de cent estudiants, tant blancs com negres, tant homes com dones. Tan prodigiosa era la seva caritat que va morir al llindar de la pobresa.
El seu moment de major riquesa fou l'època de la Guerra Civil: Stephens era propietari de 34 esclaus i milers d'hectàrees. Stephens entra en política el 1836, I va ser triat per la Cambra de Representants de Geòrgia. On va treballar fins al 1841. El 1842, va ser triat per al Senat Estatal de Geòrgia.

## Congressista
El 1843, Stephens va ser elegit representant com a liberal, en una elecció especial per a cobrir la vacant produïda per la renúncia de Mark A. Cooper. El 1844, 1846 i 1848, Stephens va ser reelegit diputat de districte. I El 1851 va ser reelegit com sindicalista, el 1853 com liberal (des del districte 8 º), i el 1855 i 1857 com un demòcrata. Va servir des del 2 d'octubre de 1843 a 3 de març de 1859, el Congrés. Fou diputat nacional durant les crucials dues dècades abans de la Guerra Civil, Stephens va participar en totes les principals batalles de la secció. Va començar com un defensor moderat de l'esclavitud, però més tard va acceptar totes les lògiques predominants del sud per a defensar la institució.
Stephens va ascendir ràpidament a la prominència com un dels liberals principals del sud. S'oposa a l'annexió de Texas el 1845. Juntament amb els seus companys whigs, i es va oposar vehementment a la Guerra mexicà-americana. S'oposar a la Clàusula de Wilmot, que hauria impedit l'extensió de l'esclavitud en els territoris adquirits pels Estats Units durant la guerra amb Mèxic. Aquest debat més tard prop de matar-lo quan va argumentar el tema amb el jutge de Con, que el va apunyalar en una arrencada d'ira. Encara que greu, l'atac no va ser fatal i Stephens va tornar a Crawfordville per a la recuperació, ell i Con es van reconciliar abans de la mort de Cone el 1851. Stephens i el seu company Geòrgia, el Representant Robert Toombs feren campanya per a l'elecció de Zachary Taylor com a president el 1848. Ambdós van ser disgustats i enutjats quan Taylor va resultar inferior en els aspectes de la transacció de 1850. Stephens i Toombs van donar l'Acord de 1850, i després va tornar a Geòrgia per a assegurar el suport a les mesures en la llar. Ambdós homes van ser instrumentals en l'elaboració i aprovació de la Plataforma de Geòrgia, que va unir unionistes en el Sud profund.

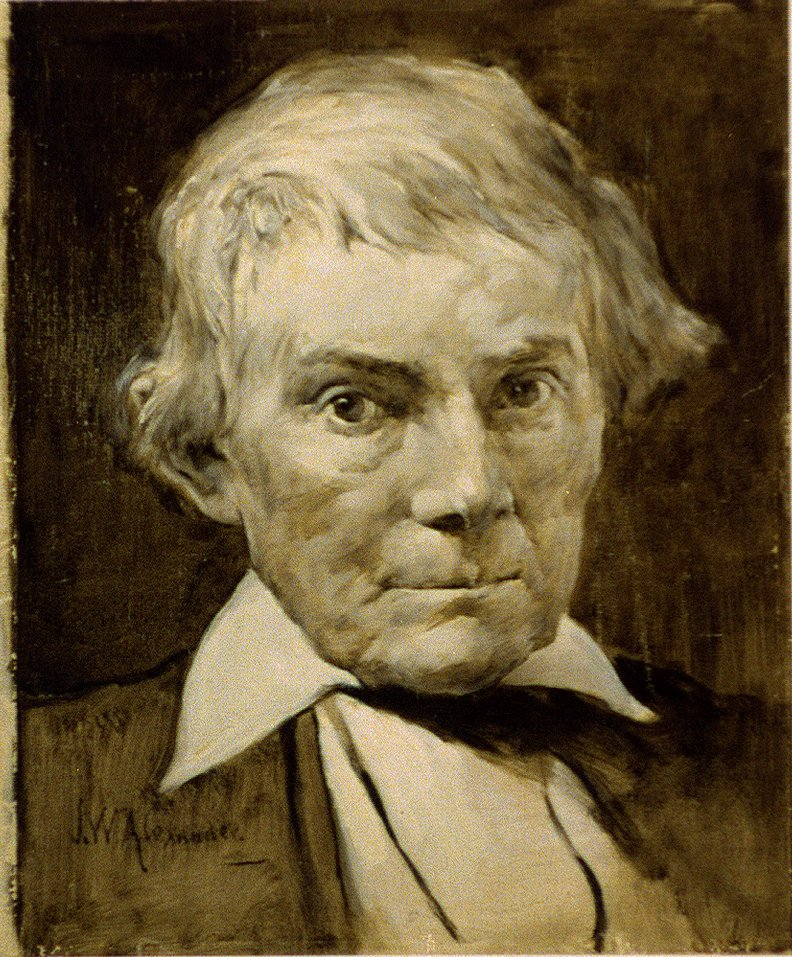
Retrat d'Alexander Stephens

En aquell moment, Stephens havia sortit de les files del Partit Liberal, per l'oposició dels Nortenys als interessos del Sud. De tornada a Geòrgia, Stephens, Toombs, i el representant demòcrata Howell Cobb van formar el Partit Unió Constitucional. El partit va obtenir la victòria aclaparant en les eleccions següents i, per primera vegada, Stephens retorna al Congrés ja no com un liberal. Stephens passa els pròxims anys com sindicalista Constitucionalt. Es va oposar enèrgicament a la dissolució del partit d'Unió Constitucional, quan va començar enfonsar-se el 1851. Les realitats polítiques aviat van obligar els demòcrates de la Unión a pactar amb el partit d'afiliació, i una vegada més amb el Partit Nacional, a mitjans de 1852, la combinació d'un nombre de demòcrates i liberals, que havien format una "part" de la transacció, s'havien desfet.
La qüestió de la secció, va estar al capdavant de nou el 1854, quan el senador Stephen A. Douglas es va mudar per a organitzar el territori de Nebraska, que estava al nord de la línia del Compromís de Missouri, a la Llei Kansas-Nebraska. Aquesta legislació va provocar la fúria al Nord perquè s'aplica el principi de la sobirania popular al Territori, negant així el Compromís de Missouri. Si no hagués estat per Stephens, el projecte de llei probablement mai no hagués estat aprovat per la Cambra. Es va emprar una regla poc transparent perquè el projecte de llei fos sotmetmes a votació. Més tard va reconèixer "Fou la major glòria de la meva vida."
A partir d'aquest moment, Stephens s'uneix amb els demòcrates. No va ser sinó fins després de les eleccions legislatives de 1855 que Stephens esdevingué de nou un demòcrata, encara que mai oficialment declarat. En aquest moviment, Stephens va trencar definitivament amb molts dels seus col·legues ex Whigs. I el Partit Whig es va desintegrar després de les eleccions de 1852, Tot i la seva arribada tardana al Partit Demòcrata, Stephens va ascendir ràpidament a les files. Fins i tot va servir com a cap de sala del president James Buchanan a la Cambra durant un curt temps.
Stephens es va convertir en cada vegada més crític als extremistes del sud. Encara que pràcticament tot el Sud havia rebutjat Douglas com un traïdor als Drets del Sud perquè s'havia oposat a la Constitució de Lecompton i trenca amb Buchanan, Stephens es va mantenir en bons termes amb el senador d'Illinois i va servir com un dels seus electors en les eleccions presidencials de 1860.

## Vicepresident dels estats confederats
El 1861, Stephens va ser elegit com a delegat a la Convenció de Geòrgia especialment per a decidir sobre la secessió dels Estats Units. Durant la convenció, així com durant la campanya presidencial de 1860, Stephens fou cridat perquè el Sud continués sent lleial a la Unió, però fou insolucionable. Durant la Convenció, va recordar als seus companys delegats que els republicans eren una minoria al Congrés (sobretot al Senat) i, encara amb un president republicà, es veurien obligats a comprometre la mateixa manera que les dues parts com feia dècades. I, perquè la Cort Suprema va votar 7/2 en el cas de Dred Scott, que prendrà dècades al Senat i va aprovar els nomenaments per revertir. Va votar en contra de la secessió en la convenció, però va afirmar el dret a la secessió si el govern federal continuava permetent que els estats del nord anul·lesin la Llei d'Esclaus fugitius amb "lleis de llibertat personal". Va ser escollit per al Congrés de la Confederació, i va ser elegit pel Congrés com a vicepresident del govern provisional. Va prendre jurament del càrrec l'11 de febrer de 1861, i va servir fins a la seva detenció.
Propera la Guerra Civil, el 21 de març de 1861, Stephens va donar el seu famós discurs de Cornerstone a  Savannah a l'estat de Geòrgia. Hi va declarar que l'esclavitud era la condició natural dels negres i ratificar la fundació de la  Confederació. El 1862, expressar públicament la seva oposició al govern de Davis. Durant la guerra, va denunciar moltes de les polítiques del president, inclòs el reclutament, i la suspensió de l'acció d'habeas corpus, Controla, diverses polítiques financeres i fiscals, i Davis l'estratègia militar.

A mitjan 1863, Davis va enviar Stephens a una missió infructuosa a Washington per discutir l'intercanvi de presoners, però immediatament després de la victòria Federal de Gettysburg, el govern de Lincoln es va negar a rebre'l. Mentre la guerra continuava, i la sort de la Confederació es va enfonsar, Stephens va fer-se més explícit en la seva oposició al govern. El 16 de març de 1864, Stephens, va pronunciar un discurs al parlamant de Geòrgia que va ser àmpliament difós tant al nord com al sud. El govern de Davis hi sortia malparada pel seu suport al reclutament i la suspensió de l'habeas corpus, hi ha més, fou partidari d'un bloc de resolucions encaminades a garantir la pau. Des de llavors fins al final de la guerra, ja que va continuar pressionant a les accions per a la pau, mai les seves relacions amb Davis van ser càlides, i més tard van esdevenir completament amargues.
A mesura que la guerra avançava el vicepresident era sovint cridat per l'administració als moments crítics en cadascun dels Qui
 va qualificar la invasió del Sud com una guerra injusta de conquesta i subjugació, «la responsabilitat per tots els sacrificis de sang i els diners són l'administració de Washington». Va declarar obertament que la institució de l'esclavitud tenia el seu origen en la cobdícia, tant d'europeus com d'americans, i no era un mal absolut, i va justificar la protecció atorgada pel govern federal per al tipus de propietat contra l'assalt d'una majoria, però mai va dir que era la «pedra angular».

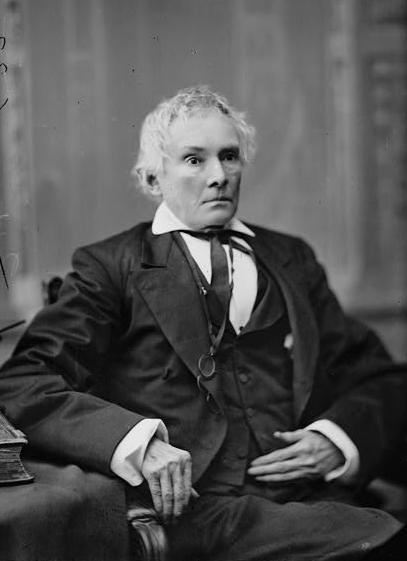
Stephens en els últims anys

La nova república, com se cita sovint contra ell. Va sostenir que l'esclavitud era una institució sota el control dels estats interns, va ser atacat per aquells que cercaven establir la regla que el govern federal sostenia, el poder de regular totes les institucions nacionals de tots els Estats. Els seus punts de vista sobre les relacions entre el govern federal i els estats eren gairebé alineats amb els de Davis, i es va fer càrrec d'aquestes opinions en la construcció de la Constitució de la Confederació. Convençuts que la llibertat depèn més no en la llei per les armes, com ho era per naturalesa un civil i un advocat de formació, no va poder posar-se d'acord sobre la guerra ni amb totes les mesures adoptades a Richmond.
Va criticar severament el govern d'Abraham Lincoln, a causa de la falta total de consideració de les limitacions constitucionals. També es va oposar a qualsevol violació de la Constitució del seu propi govern. Es va oposor vehementment a la política financera, el servei militar obligatori, la suspensió del hábeas corpus i altres mesures de la guerra i hi havia diferències entre el Vicepresident de la Confederació i el de la Unió, però la seva relació amb el president Davis i el consell de ministres va romandre cordial fins a la fi de la guerra. Diu que «aquestes diferències, no obstant això, amplies i profundes, no provoquen fractures personal entre nosaltres», afirmació confirmada per Davis, «tot i la nostra falta d'acord».
És just dir que Stephens era el defensor del president Davis contra tots els atacs maliciosos. Com en l'intent de culpar-lo a ell i altres oficials superiors del govern federal de l'assassinat de Lincoln. Stephens considerava que fora de tot dubte la idea de la secessió i el procés de desintegració de l'antiga Unió seria una política correcta, i que finalment «una reorganització dels seus elements constitutius i una assimilació de nou basada en una nova constitució» donaria lloc a una unió més perfecta del tot. Que això es faria era una perspectiva massa llunyana, massa incerta, massa poc pràctica per a adaptar-se al seu temps.

## L'intent d'armistici
Stephens i els seus comissaris delegats, John A. Campbell i Robert MT Hunter, nomenats per Davis, van fer un esforç de negociació final. Es van reunir amb Lincoln i Seward a Hampton Roads, el 3 de febrer de 1865, en una conferència informal, que resulta vana. Stephens hi va anar com el principal portaveu en aquesta famosa entrevista, El lobby de Lincoln i Seward va acordar un armistici amb la intenció de celebrar una petició dels Estats Units d'alliberar l'emperador Maximilia de Mèxic del control europeu en línia amb la popular «Doctrina Monroe». Aquest acord es creia, podria aplanar el camí per a la reconstitución de la Unió. Seward va respondre que el suggeriment va ser només un plantejament filosòfic i Lincoln va dir que la dissolució de tots els exèrcits i la restauració de l'autoritat federal era absolutament necessària en qualsevol aspecte abans de qualsevol cessament d'hostilitats. A pesar d'aquest esforç no assolí l'armistici final, Stephens i els altres comissionats redactaren una declaració de les condicions en les quals la guerra podria acabar. Secesionistes No hi ha proves que Lincoln va escrigues la paraula "Unió" en un tros de paper i Stephens va dir que podia escriure el que volia, fou imprudent la proposta feta pel President dels Estats Units. Hi definitivament no hi va haver promesa de pagament per la propietat d'esclaus, però hi ha indicis que Lincoln hi estaria d'acord, encara que el seu punt de vista referent a això és ben conegut. Així que la conferència es va enfonsar sense cap resultat beneficiós.

## Després de la guerra, declivi i mort

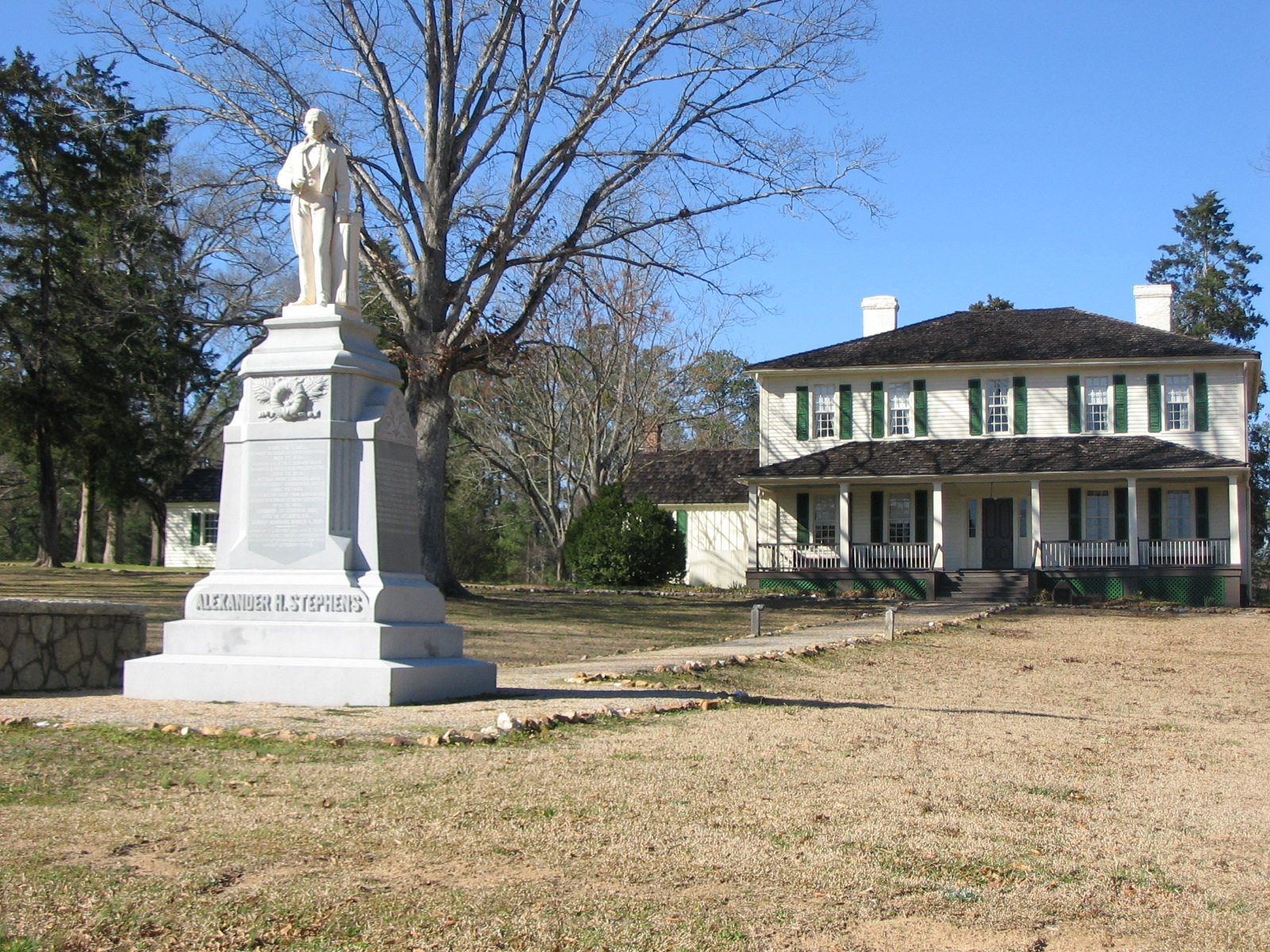
Alexander Stephens memorial

Stephens va ser detingut a casa seva a Crawfordville, l'11 de maig de 1865. Va ser empresonat al Fort Warren, al port de Boston, durant cinc mesos, fins a octubre de 1865. El 1866 va ser elegit per al Senat dels Estats Units per la legislatura convocada per primera vegada sota la constitució del nou estat de Geòrgia, però no va presentar les seves credencials perquè l'Estat rearmés la Unió. El 1873, va ser elegit representant dels EUA com demòcrata del Districte 8 per cobrir la vacant causada per la mort d'Ambrose R. Wright, i va ser reelegit els anys 1874, 1876, 1878 i 1880. Va ser membre de 47 congressos, des de l'1 de desembre de 1873 fins a la seva dimissió el 4 de novembre de 1882, quan va ser elegit i va assumir el càrrec de governador de Geòrgia. El seu mandat com a governador va ser molt breu: Stephens va morir el 4 de març de 1883, quatre mesos després d'assumir el càrrec. Segons un antic esclau, una porta va caure sobre Stephens «i va quedar paralitzat i coix fins que va morir».
Va ser sebollit al cementiri d'Oakland, a Atlanta, i després re-enterrat a la seva finca, Liberty Hall, a prop de Crawfordville. Es va publicar una visió constitucional de la guerra entre els Estats (dos volums, 1868-70), una defensa de la posició del Sud a la sobirania estatal i la secessió. Se'l representa als bitllets 20 dòlars confederats (3a, 5a, 6a i 7a edicions). El comtat de Stephens a l'estat de Geòrgia, porta el seu nom, igual que un parc estatal, a prop de Crawfordville.